# Loxocrambus
Loxocrambus és un gènere d'arnes de la família Crambidae.

## Taxonomia
- Loxocrambus awemensis McDunnough, 1929
- Loxocrambus canellus Forbes, 1920
- Loxocrambus coloradellus (Fernald, 1893)
- Loxocrambus hospition (Błeszyński, 1963)
- Loxocrambus mohaviellus Forbes, 1920